# Limnanthes floccosa subsp. pumila
Sous-espèce
Classification phylogénétique
Limnanthes floccosa subsp. pumila est une sous-espèce de plantes à fleurs du genre Limnanthes et de la famille des limnanthacées. Elle est endémique du Sud de l'Oregon.